# Champa
Kongeriget Champa (vietnamesisk Chăm Pa ) var et indisk påvirket kongerige der lå i hvad der nu er det sydlige og centrale Vietnam fra omkring det 7. århundrede til 1832. Før Champa lå et kongerige kaldet Lin-yi eller Lâm Ấp (siden 192 e.Kr.), men det historiske slægtsskab mellem Lin-yi og Champa er ikke klarlagt. Champa nåede sit højdepunkt i det 9. og 10. århundrede e.Kr. Efter dette begyndte en gradvis nedgang under trykket fra Đại Việt, der lå mod nord. I 1471 plyndrede tropper derfra den nordlige Cham hovedstad Vijaya og i 1697 blev det sydlige fyrstedømme Panduranga en vasalstat for den vietnamesiske hersker. I 1832 annekterede den vietnamesiske hersker Minh Mang de resterende Cham territorier.
13°55′43.0″N 109°04′30.5″Ø / 13.928611°N 109.075139°Ø